# Les Chalesmes
Les Chalesmes är en kommun i departementet Jura i regionen Bourgogne-Franche-Comté i östra Frankrike. Kommunen ligger i kantonen Les Planches-en-Montagne som tillhör arrondissementet Lons-le-Saunier. År 2022 hade Les Chalesmes 83 invånare.

## Befolkningsutveckling
Antalet invånare i kommunen Les Chalesmes
Referens:INSEE